# Francijntje de Boer
Francijntje Martens de Boer (Harlingen, 18 oktober 1784 – Heerenveen, 7 maart 1852) was een Nederlandse dienstmaagd en schrijfster van met name succesvolle kindergedichten. Tussen 1815 en 1825 publiceerde ze vier dichtbundels, waarvan drie voor de jeugd. Haar taal wordt gekenmerkt door eenvoud. Haar gedichten draaien om huiselijkheid, deugdzaamheid en zuivere godsdienstzin.

## Biografie
Francijntje de Boer was de oudste dochter en de op een na oudste van dertien kinderen in het huwelijk van Marten de Boer en Catharina Cramer te Harlingen. Het gezin had het niet breed. Marten de Boer was schrijver bij de marine op 's Lands Werf te Harlingen en tevens muzikant/muziekmeester. Op haar tiende, in 1794, werd Francijntje van school gehaald om thuis in het huishouden de overbelaste moeder bij te staan. Leergierig als zij was, hield het meisje haar lezen en schrijven bij, maar leerde ook handwerken. Vanaf haar veertiende werkte zij op afroep enkele jaren als naaister en breister in de burgerhuizen van haar geboortestad.
Omstreeks 1800 ging Francijntje - ze was nu vijftien of zestien jaar oud - in betrekking, eerst bij dominee T. Radsma te Hempens, daarna bij B. Spoelstra, bakker te Leeuwarden. Daar kwam zij in aanraking met de doopsgezinde gemeenschap onder leiding van dominee Jan Brouwer (1760-1838), die haar in 1806 aannam als lidmaat. Na het overlijden van haar moeder ging Francijntje terug naar Harlingen en bestierde zij van 1807 tot 1810 het huishouden thuis, totdat ook haar vader was gestorven. In 1811 aanvaardde ze een betrekking als dienstbode bij een familie Tuijnhout in Jorwerd. Toen de heer des huizes werd benoemd tot gemeentesecretaris van Sneek, verhuisde zij mee naar die stad. Zij zou er tot 1828 blijven en er kennis maken met de plaatselijke dichteres Fenna Mastenbroek (1788-1826), die eveneens doopsgezind was. Mastenbroek genoot enige bekendheid en heeft haar gestimuleerd om te gaan publiceren. Zo verscheen in 1815 dan de dichtbundel Dichtproeven van Francijntje de Boer, dienstmaagd te Sneek.
In 1828, ze was toen 44 jaar oud, vond zij een betrekking als huishoudster bij de weduwnaar Siebe Tuymelaar te Heerenveen, wiens vrouw Berber Hendriks Taconis (30) hem een jaar eerder had achtergelaten met vijf onmondige kinderen. Francijntje zou hen opvoeden en zien huwen. Zijzelf bleef ongehuwd en stierf ten huize van Tuymelaar in 1852, 67 jaar oud.

## Waardering
Zoals de titelpagina's van haar Dichtproeven (1815) en Nieuwe Dichtproeven (1821) vermeldden, werkte Francijntje de Boer vele jaren als dienstbode in Sneek. Zij was trots op haar dienstbetrekking en op het feit dat zij in haar hele werkzame leven slechts vijf verschillende werkgevers zou hebben. Ze was aan hen gehecht, vooral aan de kinderen. Haar nederige opstelling tekende haar wereldbeeld: God had de standen gewild en zo was het goed. Die moraal klinkt dan ook door in haar werk, dat in het verleden door sommigen om zijn eenvoud en begrijpelijkheid werd geroemd, en door anderen is afgedaan als betere rijmelarij zonder enige diepgang. In socialistische kringen waardeerde men haar vanwege haar dichterschap tijdens trouwe arbeid, maar verwierp tegelijkertijd haar levensinstelling.
Francijntje de Boer had ondanks haar bescheiden maatschappelijke positie contact met andere vrouwelijke dichters, waaronder Fenna Mastenbroek, Petronella Moens en Anna Barbara van Meerten-Schilperoort. Er is correspondentie met hen bewaard gebleven. Tijdens haar leven genoot ze ruime bekendheid, tot in de Tweede Kamer toe. Van haar Gedichtjes voor kinderen verschenen tot eind 1870 in totaal acht drukken, en in 1835 een Franse vertaling door Auguste Clavareau. De verschillende drukken wisselden in vormgeving en illustrering, en kregen grote verspreiding, omdat ze op scholen als prijzen voor de leerlingen dienden, of als lesmateriaal.
Nadat Francijntje de zorg voor het gezin Tuymelaar op zich had genomen, heeft zij weinig meer gepubliceerd. Het gezin was belangrijker dan het schrijven. Aan het einde van haar leven verscheen nog een bundeltje met enkele gedichten en wat proza. Achttien jaar na haar overlijden in 1852 verscheen nog een achtste druk van haar Gedichtjes voor kinderen, maar daarna raakte Francijntje de Boer in de vergetelheid.

## Straatnaam, graf
De stad Heerenveen heeft haar geëerd met een straatnaam, de Francijntje de Boersingel. Haar graf werd geruimd, maar de grafsteen bleef behouden. Deze bevindt zich nu in de collectie van Museum Heerenveen.
- Biografisch Portaal: 39209019
- Digitale Bibliotheek voor de Nederlandse Letteren: boer003
- International Standard Name Identifier: 0000 0003 9489 6911
- Library of Congress Control Number: no2020041257
- Nederlandse Thesaurus van Auteursnamen: 070211256
- Virtual International Authority File: 289479296